# Franz Grafinger

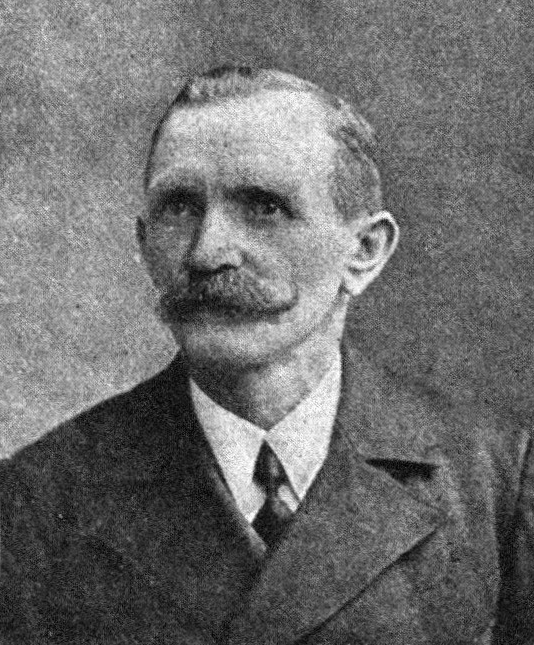
Franz Grafinger, vor 1907

Franz Grafinger (* 27. November 1859 in Grünau, Bezirk Gmunden; † 19. Oktober 1918 ebenda) war Sägewerksbesitzer und Abgeordneter zum Österreichischen Abgeordnetenhaus.

## Leben
Franz Grafinger war Sohn des gleichnamigen Holz- und Sagmeisters Franz Grafinger († 1905). Er besuchte eine Volksschule in Grünau und wurde Holzhändler und Sägewerksbesitzer (vulgo Rapbergersäge) in Grünau, später baute er ein Elektrizitätswerk. Er war auch Obmann der landwirtschaftlichen Bezirksgenossenschaft Gmunden.
Von 1891 bis 1911 war er Bürgermeister von Grünau und wurde Ehrenbürger von Grünau. Am 19. Oktober 1918 starb er im Alter von 58 Jahren an einer Grippe (laut Sterbeeintrag an einer Lungentuberkulose).
Er war römisch-katholisch und ab 1889 verheiratet mit Maria Anna Redtenbacher, mit der er drei Töchter und sieben Söhne hatte, wobei zwei Söhne allerdings jung verstorben sind.

## Politische Funktionen
Franz Grafinger war vom 22. Februar 1900 bis zu seinem Tod am 19. Oktober 1918 Abgeordneter des Abgeordnetenhauses im Reichsrat (IX., X., XI. und XII. Legislaturperiode) und war dort in der IX. und X. Legislaturperiode für die Kurie Oberösterreich, Landgemeinden 7 (Gmunden, Ischl, Kirchdorf, Grünburg, Windischgarsten) und in der XI. und XII. Legislaturperiode für die Kurie Oberösterreich 19 (Landgemeinden Gmunden, Ischl) zuständig. Er war der Nachfolger des Verstorbenen Johann Rogl.

## Klubmitgliedschaften
Franz Grafinger war ab 1900 Mitglied im Klub der Katholischen Volkspartei, ab 1901 im Zentrum-Klub, ab 1907 in der Christlichsozialen Vereinigung und ab 1911 in der Christlichsozialen Vereinigung deutscher Abgeordneter.